# John Horton Conway
John Horton Conway (26. prosince 1937 Liverpool – 11. dubna 2020 Princeton) byl britský matematik.
Je znám především pro svou práci v oblasti teorie čísel, kombinatorické teorie her, konečných grup, či teorie uzlů. Přispěl také do rozličných odvětví rekreační matematiky, kde je znám především jako autor známé hry pro žádné hráče, buněčného automatu Hra života. Naposledy působil jako emeritní profesor na Princetonské univerzitě v New Jersey.